# 柳州轨道交通
柳州轨道交通，是中国广西壮族自治区柳州市已停止规划的城市轨道交通系统，采用跨座式单轨制式。该项目一度在未获国家批复同意的前提下动工建设，现时已停工，部分已建成的设施正被拆除。

## 历史

### 轻便铁路
中华民国大陆时期，柳州曾于1928年3月开工一条轻便铁路，这条轨道有两条支线：一是经东大路至柳州砖厂；二是通向帽合国民革命军一师师部。根据当时的设想，城市轨道一条从振柳码头直至物产展览会现场，轨道两旁再修10米宽的汽车路和人行道；一条从鸡喇码头到振柳码头，全长约8.3公里。线路开工后不久便因时局停工，于1932年复工，1933年3月1日才建成通车。当时用的火车，是一种需要人力助推的小型火车。线路于1951年之前某个时间点停运，20世纪50年代后，线路已经消失。

### 建设轻轨
轻轨工程分为两个部分，分别为“柳州市火车站城市综合交通配套工程”（以下称火车站工程）及“柳州市城市公共交通配套工程“（以下称公共交通工程），各分为一二期。火车站工程一期工程为火车站站，二期工程包括汽⻋南站站、城邕路站~⽕⻋站站区间、⽕⻋站站~汽⻋南站站区间、汽⻋南站站~⻥峰⼭站区间。总投资256189.21万元。公共交通工程一期除火车站工程外的1号线全线，二期为2号线全线。
- 2016年12月19日 火车站工程正式开工建设
- 2017年7月18日 国家环保部审查通过了《柳州市城市轨道交通线网与建设规划环境影响报告书》[3]。
- 2017年8月24日 2号线一期工程环境影响报告书第二次公示[4]
- 2017年12月5日 环境影响报告书全本公示
- 2018年1月11日 广西壮族自治区环境保护厅批复1号线一期工程环境影响报告书[5]
- 2019年7月15日 火车站工程可行性研究报告调整批复[6]
- 2020年4月14日 广西发改委表示柳州轨道交通已正式上报国家发改委[7]
- 2020年4月27日 汽车南站站首仓底板顺利浇筑[8]
- 2020年7月30日 火车站工程鱼峰山站-汽车南站站盾构区间右线盾构设备陆续吊装下井，标志着盾构区间工程施工即将全面开始[9]
- 2020年9月21日 “柳州制造”的首列单轨车开始在单轨试验线上进行动态测试[10]
- 2021年3月22日 火车站工程初步设计批复[11]

### 停工拆除
柳州轻轨项目属未批先建工程，主导计划建设轻轨的时任柳州市委书记郑俊康、柳州市市长吴炜试图一边建设一边上报审批，并寄望国家宏观政策会调整，该项目会获批，并期望房地产市场可回暖，土地溢价可弥补工程建设的投入。但事与愿违，国家发改委近年审批新增轨道交通项目更加严格，柳州轨道交通始终未获发改委批复建设，故相关工程在不久后便停工。桂中大道与莲花大道平交口北侧的墩柱随后被拆除，桂柳路北侧已建成的高架墩柱和附属设施亦正拆除。
推动该项目的郑俊康、吴炜均已被开除党籍与公职；郑俊康受贿、滥用职权案的一审判决书指其“在未获得国务院批复的情况下，要求有关单位以举债融资等方式建设柳州城市轨道交通项目，造成重大损失和恶劣影响”。柳州市委常委会通报案件时，指该项目已无继续推进及整体改造利用的可行性，将“争取最大程度降损挽损”。

## 规划线路
柳州轨道交通线网规划由1号线、1号线支线、2号线、3号线、4号线、市郊S1线、市郊S2线、市郊S3线组成。
| 线路  | 始终站                | 线路长度 | 车站数 | 开建时间      | 开通时间 | 备注               |
| ----- | --------------------- | -------- | ------ | ------------- | -------- | ------------------ |
| 1号线 | 惠贤站-华侨城站       | 36km     | 28     | 2016年12月1日 | 未批     | 一期工程           |
| 2号线 | 唐家站-白莲洞站       | 19.4km   | 17     | 2017年6月     | 未批     | 一期工程           |
| 3号线 | 河西工业园-龟山       |          |        |               |          |                    |
| 4号线 |                       |          |        |               |          |                    |
| S1线  | 柳州火车站-鹿寨火车站 |          |        |               |          | 利用原有的闲置铁路 |
| S2线  |                       |          |        |               |          |                    |
| S3线  |                       |          |        |               |          |                    |

- 1号线：起由柳江区上板桥站至柳东新区尚琴站。线路全长约45.6Km，其中高架线长度约42.42Km，地下线长度约3.18Km（穿越火车站段）。工程总投资约126亿元；车站35座，换乘站7座；全线设一段两场，分别为帽合车辆综合基地、三门江停车场、尚琴停车场。线路利用了柳州火车站至鹿寨火车站原有的闲置铁路建设。
- 2号线：起自柳北区香兰新村站柳江县白莲机场站。线路全长约27.75Km，高架线长约25.48Km，地下线长约2.27Km（穿越柳江段）；工程总投资约60.18亿元；设车站22座，地下站一座（鹧鸪江火车站），高架站21座；换乘站4座。